# Henry Hemmendinger
Henry Hemmendinger (1 de abril, 1915 – 16 de agosto, 2003) fue un científico afroamericano, especialista en la estandarización y medición del color y pionero en la formulación computarizada de colorantes.

## Trayectoria académica y científica
Henry Hemmendinger estudió la carrera de física en Harvard y se doctoró en astrofísica en Princeton. Luego de graduarse, Hemmendinger se unió a la Marina de los Estados Unidos y trabajó como investigador de la guerra submarina durante la Segunda Guerra Mundial. Durante su servicio, conoció a su futuro socio Hugh Davidson. Tras la guerra, ambos trabajaron en física general en la empresa General Aniline & Film Corporation, donde se interesaron cada vez más por la colorimetría y la teoría de color. Su primera contribución al campo fue el desarrollo del Integrador Triestímulo Automático, el primer dispositivo que permite la medición automática rápida de los valores XYZ  del espectro de color.

## Desarrollo de computadoras de combinaciones de color
En 1952, Hemmendinger y Davidson dejaron General Aniline & Film para formar su propia empresa, Davidson and Hemmendinger. Su primer producto exitoso fue una computadora analógica de mezcla de colorantes, COMIC, presentada en 1958, el primer sistema automatizado de coincidencia de colores. Hemmendinger también evaluó los colores para los libros de Munsell , y sus contribuciones todavía se utilizan como estándares.
En 1967, Hemmendinger y Davidson desarrollaron COMIC II, una versión digital de su anterior computadora de coincidencia de colores. Poco después de esto, su empresa fue vendida a Kollmorgen y combinada con sus Laboratorios de Desarrollo de Instrumentos Macbeth. Hemmendinger dejó Kollmorgen en 1970 y formó el Laboratorio de Color Hemmendinger, una empresa de consultoría especializada en estándares colorimétricos y espectrofotométricos.

## Contribuciones al campo
Hemmendinger recibió el premio Godlove Award del Consejo de Color por su trabajo y fue consultado con frecuencia por el Instituto Nacional de Estándares y Tecnología.
Con frecuencia, su compañía era la único proveedora estadounidense de materiales de color calibrados utilizados para evaluar instrumentos de medición de color.
El trabajo de Hemmendinger en estandarización y medición del color, con publicaciones e investigaciones continuas durante más de cuatro décadas,  lo establecieron como uno de los expertos más destacados del mundo en colorimetría y ciencia del color.

### Publicaciones destacadas
- Hemmendinger, H.; Lambert, J. M. (April 1953). «The importance of chromaticity in the evaluation of whiteness». J. Am. Oil Chem. Soc. 30 (4). doi:10.1007/BF02640992.
- Ingle, G. W.; Stockton, F. D.; Hemmendinger, H.; Davidson, Hugh (September 1962). «Analytic Comparison of Color-Difference Equations». J. Opt. Soc. Am. 52 (9): 1075-1076. doi:10.1364/JOSA.52.001075.
- Hemmendinger, H.; Johnston, R. M. (March 1969). «A goniospectrophotemer for color measurements». COLOR.
- Hemmendinger, H. (March 1970). «The development of color-difference formulas». Journal of Paint Technology 42 (542): 132-139.
- Hemmendinger, H. (Summer 1978). «Enhancement of chroma by the design of illuminants». Color Research and Application 3 (2): 89-92. doi:10.1002/col.5080030209.
- Hemmendinger, H. (February 1999). «The role of opponency in Twentieth Century colorimetry». Color Research and Application 24 (1): 6-9. doi:10.1002/(SICI)1520-6378(199902)24:1<6::AID-COL4>3.0.CO;2-M.